# Klaus Peter Kofler
Klaus Peter Kofler (* 5. August 1964 in Bad Homburg vor der Höhe) ist ein deutscher Unternehmer im Bereich Catering sowie Gründer und CEO der Kofler & Kompanie GmbH und Kofler Hospitality Group AG.

## Leben
1823 gründeten Koflers Vorfahren im hessischen Bad Homburg die Stadtbäckerei Kofler und belieferten später den Hof Kaiser Wilhelms II. Das Familienunternehmen wird heute in sechster Generation geführt. 
Kofler machte zunächst eine Ausbildung zum Konditor und studierte ab 1988 Betriebswirtschaftslehre an der Johann Wolfgang Goethe-Universität Frankfurt am Main. 1991 gründete er sein Cateringunternehmen. Kofler catert bei großen Veranstaltungen im Sport-, Medien-, Lifestyle- und Industriebereich sowie bei Wirtschaftsunternehmen. Auch im Privatkundenbereich ist sein Unternehmen tätig. Kofler & Kompanie bewirtschaftet unter anderem die Veranstaltungsfläche des Zeughauses im Deutschen Historischen Museum in Berlin, Kofler hat zudem die Pop-up Dining Experience Pret A Diner ins Leben gerufen, sowie den White Rabbit Fund in London gegründet. 
Der weltweite Anbieter von Hospitality-Lösungen, Kofler, ist auf drei Kontinenten in sieben Ländern tätig und verfügt über Standorte in Brasilien, China, Deutschland, Japan, Portugal, Großbritannien und der Schweiz. Zuletzt wurde erfolgreich die FIFA-Weltmeisterschaft in Katar im Bereich Hospitality Catering umgesetzt. Im Jahr 2024 stehen die UEFA Euro in Deutschland sowie der Americas Cup in Barcelona als bedeutende Veranstaltungen an.

## Auszeichnungen
- 2007: Gault Millau „Restaurateur des Jahres 2008“[2]